# 内海聡
内海 聡（うつみ さとる、1974年〈昭和49年〉12月9日 - ）は、日本の内科医、漢方医、政治団体代表、作家、YouTuber。
ハンドルネームとして「キチガイ医」を自称する。

## 人物
断薬のためのTokyo DD Clinicを立ち上げ、自らが理事長のNPO法人薬害研究センターに栄養療法、東洋医学、量子力学を応用した治療法、ホメオパシー、アロマテラピー、（ナルコノンの）ピュアリフィケーション・プログラムを導入し、反精神薬・薬害ネットワークという向精神薬を批判するネットワークも立ち上げている。Tokyo DD Clinicでは基本的に自費診療のみを受け付けている。2009年2月から笠陽一郎の「精神科セカンドオピニオン」にかかわる。
2010年8月時点、西洋医学と東洋医学の融合を目指していた が、後に対立。2011年11月には「精神医学など存在していい代物ではない」として「笠陽一郎とその一派、この稀代の詐欺師たち」と述べ、2013年5月には『医学不要論』を出版した。日本東洋医学財団に賛同する医師として講演会を行っている。脱利権政党政治、民主政治を取り戻すことを目的として池田利恵を中心に設立されたチーム日本の戦略担当。NPO法人薬害研究センター理事長。

## 経歴
1974年、兵庫県生まれ。親は内科医。2000年、筑波大学医学専門学群を卒業し、内科を専門とするようになった。

### 内科医・漢方医として
当初胡散臭さを抱いていた漢方が、劇的に効果を表した経験から、2004年には漢方を学ぼうと東京女子医科大学附属東洋医学研究所の研究員となる。翌年の2005年に東京警察病院消化器内科に勤務し、さらに翌年の2006年に牛久愛和総合病院内科・漢方科と、勤務医として過ごし、2006年に 漢方が得意であったため牛久東洋医学クリニックを開業する。自身について「私は地方のクリニックで診療するヤブ医者で、漢方の知識を少々もっているに過ぎない」としている。
総合病院の漢方科に所属する内科医として、精神科や心療内科から回されてくる患者を診ているころから精神科に疑問をもっていたが、書店で2008年発刊の『精神科セカンドオピニオン』 に出会い、誤診誤処方の疑問が解けていく感覚を感じ衝撃を受け、ウェブサイト「精神科セカンドオピニオン」では漢方薬についてのアドバイスをし、そして笠陽一郎からオピニオンそのものを引き継いだ「続・セカンドオピニオン」 を開始することになったことを語っている。一方で、別のインタビューでは、薬漬けをなんとかせねばと思っていた中、インターネットで「精神科セカンドオピニオン」というサイトを知り、笠にメールして意気投合したためサイトにかかわるようになったことを述べ、サイトでボランティアのアドバイスを行いはじめたのは、2009年2月からである。2010年11月27日に「精神科セカンドオピニオン掲示板」は、内海への攻撃を契機として状況が一変し、笠陽一郎の意向により突然閉鎖された。
2010年8月に発行された『精神疾患・発達障害に効く漢方薬』の「東洋医随想録」にて、内海は「ビタミン剤も同じである。含まれるビタミン剤自体に大きな違いがあるわけでもなく、ビタミンの濃度が高過ぎれば、これだって危険なものとなりかねない。高額なビタミン治療の餌食となっている精神科の患者は後を絶たない」と述べている。2011年4月には鍼灸も取り入れたり、また、薬を軽減する際に漢方薬を使うことが多いが、向精神薬を使う場合もかなりあることを述べている。それが同年11月には「この世に精神医学など存在していい代物ではない」として精神科医である笠を「笠陽一郎とその一派、この稀代の詐欺師たち」と述べるまでに至った。

### 反精神医学の活動
2012年4月10日の自由報道協会での記者会見は、内海と共に、サイエントロジー関連団体の市民の人権擁護の会の米田が登場し、『やや日刊カルト新聞』では「サイエントロジー記者会見を主催しちゃった」として批判され、カルト問題に詳しい弁護士からは、こういうものを排除できないと問題集団のプロパガンダに利用されるようになってしまうと指摘された。2012年4月に発刊された『大笑い!精神医学』の「おわりに」では、市民の人権擁護の会の米田らに「資料提供にてお世話に」なったことを謝辞している。この著書では、「精神科は存在自体が悪」、「結論をひと言でいえば、精神科は不要であると断言できる」などと述べるようになっている。そして同年12月の『精神科は今日も、やりたい放題』では「またサウナや岩盤浴を使って汗をかき脂肪を燃焼させて解毒する意識を持つことも大事です。なぜなら精神薬は脂溶性であり、皮下脂肪、内臓脂肪、何より脂質の塊である脳内に溶け込むからです。（略）実は海外の違法ドラッグ解毒施設などでは、薬を一気に抜くことがほとんどです」。それは後の著書で明かされるように、同じくサイエントロジー関連団体のナルコノンのシステムである。
2012年12月、「精神薬の断薬を目指すためのクリニック」Tokyo DDC(drug-deprivation-support-clinic)を立ち上げることを宣言し、内容としては「保険医療機関として精神薬断薬、内科薬の整頓や減断薬に特化して治療するためのクリニック」であり、栄養学、東洋医学、薬物離脱学をミックスさせるとし、併設するNPO法人の「薬害研究センター」では、（ナルコノンの）ピュアリフィケーション・プログラムを導入するといった構想を紹介した。2013年3月に牛久東洋医学クリニックを閉院。2013年4月2日にTokyo DD Clinic開業、NPO法人薬害研究センターを設立した。
「薬害研究センターの治療における主たるプログラム」として、「薬が脂溶性であることを考慮し、低温サウナによる薬物排出」を患者に実践させていることを明記しており、その根拠として「薬害研究センターでは、海外における精神薬離脱の方法を参照として、サプリメントによる高濃度栄養療法と、サウナによる発汗と脂肪燃焼法、食養プログラムが中心となります」と述べられている。
2013年4月の『心の病に薬はいらない!』では、市民の人権擁護の会とかかわりがあり、ヘロイン、コカイン、大麻、覚醒剤などの違法ドラッグを中心とする薬物から離脱することを支援する組織である（サイエントロジー関連団体の）ナルコノンのシステムを参考にしていることや、前著に比べてサプリメントを高く評価するようになり、Tokyo DDClinicでもナルコノンでも用いられているサプリメントを使って、一定以上のビタミンやミネラルを必要とする高濃度栄養療法に言及している。また、ナルコノンのプログラムではサウナは5時間であり、カルシウムとマグネシウムときれいな油をとることを説明し、また、脂肪分解とともに何年も後に薬物が脳に影響を与えるという「薬物性フラッシュバック」を説明し、「残留薬物が再活性化すると、理由もなく過去の記憶が次々と蘇ってきたり、まさにトリップ状態に陥るのです」と説明している。サイエントロジー教会のウェブページによると、同プログラムは「運動、ビタミン等の投与、またサウナの使用を組み合わせたものであり、余剰物過多となった細胞から残留薬物等の毒素を除去する解毒プログラムである」と記述されている。教会側は、毒素、残留薬物、また放射性微粒子等は体脂肪に蓄積されており、それらは植物油の摂取でその脂肪分と体脂肪を交換し、運動を行うことで最終的には発汗や体外排泄物等の自然排出の形で除去されるものであると主張している。しかし、第三者による科学的な調査により、汗の中に含まれる毒素や残留薬物の濃度は取るに足らない程であり、それらは主に肝臓、腎臓、肺臓を経由して体外に排出されるということが分かっている。
船井メディアの月刊CDマガジンの『JUST』2014年3月号で特集記事が掲載された。

### 政治活動家として
2024年7月7日投開票の東京都知事選挙に立候補し、立候補者56人中、小池百合子、石丸伸二、蓮舫、田母神俊雄、安野貴博に次ぐ6位となり落選した。
2024年10月27日投開票の第50回衆議院議員総選挙に神奈川県第15区から立候補し、立候補者4人中、菅義偉内閣においてワクチン接種推進担当大臣を務めた自由民主党の河野太郎、社会民主党の佐々木克己に次ぐ3位となり落選した。
2025年7月20日投開票の第27回参議院議員通常選挙では後述の無所属連合から神奈川県選挙区に立候補し、10位で落選。

## 市民がつくる政治の会
2021年4月1日に日本母親連盟を改称することで成立。2024年東京都知事選挙に代表の内海が公認候補として立候補した。

## 無所属連合
2025年2月14日、市民がつくる政治の会代表の内海を代表、フェア党代表の大西恒樹を共同代表として設立。3月14日、記者会見を開き大西恒樹らと参院選に立候補することを表明した。同党のウェブサイトによれば、政党の枠組みを超えて、個人が自由な主張を行い、主体的な政治を行うことを目的とする。
第27回参議院議員通常選挙では大西と藤村晃子が比例で、内海ら8人が各選挙区で立候補したが、比例区では289,222票（得票率0.49%）の獲得に留まり、選挙区含め10人とも落選した。

## 選挙歴
| 当落 | 選挙                     | 執行日         | 年齢 | 選挙区         | 政党                 | 得票数     | 得票率 | 定数 | 得票順位 /候補者数 | 政党内比例順位 /政党当選者数 |
| ---- | ------------------------ | -------------- | ---- | -------------- | -------------------- | ---------- | ------ | ---- | ------------------ | ---------------------------- |
| 落   | 2024年東京都知事選挙     | 2024年7月7日   | 49   | ――             | 市民がつくる政治の会 | 12万1715票 | 1.8%   | 1    | 6/56               | /                            |
| 落   | 第50回衆議院議員総選挙   | 2024年10月27日 | 49   | 神奈川県第15区 | 無所属               | 3万9183票  | 16.9%  | 1    | 3/4                | /                            |
| 落   | 第27回参議院議員通常選挙 | 2025年07月20日 | 50   | 神奈川県選挙区 | 無所属連合           | 12万9978票 | 2.86%  | 4    | 10/16              | /                            |

## 主張・発言とその批判

### 現代医療について
現代医療は、症状があればいちいち「病気」とみなして無駄に薬を処方するが、対症療法に終始して病気を本質的には治癒できず、しかも健康を悪化させる存在にすらなっていると指摘。「医学の9割は不要」と言い、必要な1割の部分に資本とマンパワーを集中すれば、国民の健康状態はよくなり、医療費削減にも寄与すると主張している。

### ワクチンについて
「ワクチンは、すべて全く効かない。効かないどころか全て必ず病気が増える。独立系の研究機関の研究を見たら一目瞭然です。すべてのワクチンは無駄なんですね。じゃあ なんで こんなものが売られてるのという話なんですが。なんで こんなものが売られているのかということを皆さんに考えていただきたいということですね」と語っている。
2015年発行の著書において、アメリカのCDCが子宮頸がんの原因はHPVではないと認めていると述べている。また子宮頸がんワクチンを打つと子宮頸がんの発症率が高まるとの見解を紹介している。

### 向精神薬について
抗うつ薬と麻薬、覚醒剤は基本的に同じような物質であり、神経伝達物質に作用する神経毒であると指摘している。

### 障害者の親への発言
自閉症や発達障害や知的障害はこの世に存在するわけがないので、その親は一生反省してもらってけっこう、と自身のFacebookで主張した。
1. 精神医学の病名が主観だけの嘘である。

2. 自閉症や発達障害や知的障害など、一番はワクチンが生み出したものである。

3. 日々の食事や生活によりたまった脂溶性毒やミネラル毒の多くが着床時に胎児に流れるため、子どもは子宮内で身体を作り替えなならない。

4. 先住民には新生児障害や用事障害〔ママ〕 が全くといっていいほどみられず、そもそも障害が遺伝であるというのが嘘。

5. 医学や科学は上記のことを教えていない。

6. 上記のことを直視できない親/大人たちしかこの日本には残されていないため、子どもが本質的に被害を受けているという自覚がない。障害が個性であるというのは業界がふりまいた嘘である。
—内海聡、内海聡 (satoru.utsumi) - Facebook2015年6月16日 9:29

これに対し産婦人科医の宋美玄は、
発言をみて傷ついたり、発言内容を信じてしまい、帝王切開で出産した人や障害児の親を傷つけるような人が出て来ないとも限らないので、そのようなことがないよう、産婦人科医としてはっきり否定いたします—宋美玄、“トンデモ医師の「障害児を産んだ親は反省すべき」発言が炎上 宋美玄氏に聞く、産婦人科医としての反論”.   ZAPPALLAS. 2015年6月18日閲覧。2015年6月17日
とコメントを寄せた。さらに乙武洋匡は「うちの親にも深く反省するよう、よく言っておきます(笑)」と発言した。
一方、三宅洋平は「たまにおかしなことを言う、ぶっ飛んだ人だなーと表現者として思うときは僕もあるけれど、それって内海さんのキャラクターだと思うし、そのバイアス差っぴいて有益なことを医者としてたくさん発信していると思う」と述べ、炎上しているのは、批判する人の読解力がないか、情報が「歪曲」されていることが原因だと述べた。後に発言を謝罪した。

### 児童相談所への発言
児童相談所は子供を拉致して精神薬漬けにするという主張を持つ

### 新型コロナウイルス感染症とその予防策について
本人はブログで2020年12月の時点において、感染者数、致死率共にインフルエンザよりも低く、またPCR検査を診断に使用することにも大いに問題があり、マスク、ソーシャルディスタンス、自粛政策などは全て間違っており「ウソ」だと述べている。また、ワクチンについても効果がなく、副作用の問題も大きくこんな薬物を投与しようとする意図について考えてほしいとしている。
Twitterにおいては新型コロナウイルスを「珍コ」、同ウイルスへのワクチンを「珍子枠」「珍コ枠」、マスクを「増苦」などと表現することがある。
2021年6月29日・7月7日に、内海はワクチンを否定するツイートをしたが、Twitter社側はこれを「COVID-19ワクチンに関する誤解を招く情報を含むツイート」「ワクチンに関する誤解を招く情報を含むツイート」とし、注意喚起を行った。

### その他
サイエントロジー教会との関係について
サイエントロジーが設立した市民の人権擁護の会 の講演会や船瀬俊介との対談で反精神医学の主張を行っている。ただし、内海は自身のブログで、「私は市民の人権擁護の会（CCHR）の人たちとは知り合いである」とした上で、「CCHRの会員でもなければ世話人でもないし、サイエントロジーのかけらもない人間だ。というか単に無宗教なのだ」と述べている。
クリスマスについて
クリスマスである12月25日はキリストの誕生日ではなく、ニムロデの誕生日であり、サタニストの人々による掏り替えが行われており、ニムロデを崇拝させるよう誘導していると指摘している。

## 著書
- 適正診断・治療を追求する有志たち編著『精神科セカンドオピニオン2 発達障害への気づきが診断と治療を変える』シーニュ、2010年5月14日。ISBN 978-4-9903014-3-9。
- 内海聡編著『精神疾患・発達障害に効く漢方薬 : 「続・精神科セカンドオピニオン」の実践から』シーニュ、2010年8月24日。ISBN 978-4-9903014-3-9。
- 内海聡、中村信也『日本の「薬漬け」を斬る : 薬は万能ではない!患者は必要以上に薬を飲んでないか?』日新報道、2011年2月15日。ISBN 978-4-8174-0710-8。
- 内海聡『精神科は今日も、やりたい放題 : "やくざ医者"の、過激ながらも大切な話』三五館、2012年3月23日。ISBN 978-4-88320-554-7。
- 内海聡『大笑い!精神医学 : 精神医学を100%否定する理由』三五館、2012年11月21日。ISBN 978-4-88320-573-8。
- 内海聡『児童相談所の怖い話 : あなたの子どもを狩りに来る』三五館、2013年1月23日。ISBN 978-4-88320-572-1。
- 内海聡『心の病に薬はいらない!』かんき出版、2013年4月10日。ISBN 978-4-7612-6897-8。
- 内海聡『医学不要論 : 全く不要な9割の医療と、イガクムラの詐術』三五館、2013年5月22日。ISBN 978-4-88320-585-1。
- 内海聡『医者とおかんの「社会毒」研究 : 「医学不要論」の暮らし方』三五館、2013年10月23日。
- 内海聡『医者いらずの食』キラジェンヌ、2013年12月13日。ISBN 978-4-906913-19-0。
- 内海聡『99%の人が知らないこの世界の秘密 : 〈彼ら〉にだまされるな!』イースト・プレス、2014年4月18日。ISBN 978-4-7816-1120-4。
- 内海聡『子どもを病気にする親、健康にする親 : 世界に満ちる毒から子どもを守れ』マキノ出版、2014年4月15日。ISBN 978-4-8376-7207-4。
- 船瀬俊介、内海聡『血液の闇 : 輸血は受けてはいけない』三五館、2014年7月19日。ISBN 978-4-88320-616-2。 - 特設サイト
- 内海聡『1日3食をやめなさい!』あさ出版、2014年8月9日。ISBN 978-4-86063-690-6。
- 内海聡『ソフトキリング』三交社、2014年7月28日。ISBN 978-4879197160。 - 山本太郎と行った対談が収録されている。
- 内海聡監修『「森のセラピー音」で薬いらず!病気知らず! : 副交感神経を高めてストレスに強くなる!』世界文化社、2014年8月23日。ISBN 978-4-418-14422-8。
- 内海聡『不自然な食べものはいらない : お金より命を未来に残す』廣済堂出版、2014年10月26日。ISBN 978-4-331-51882-3。
- 内海聡『歴史の真相と、大麻の正体 : この世界はどこまで嘘だらけなのか?』三五館、2015年1月22日。ISBN 978-4-88320-628-5。
- 内海聡『放射能と原発の真実』キラジェンヌ、2015年3月6日。ISBN 978-4906913305。
- 内海聡『[断薬]のススメ : 薬の毒を卒業するたった一つの方法』KKベストセラーズ、2015年3月14日。ISBN 978-4-584-13630-0。
- 内海聡『薬が人を殺している : 知っておきたい有害作用と解毒のすすめ』竹書房、2015年3月16日。ISBN 978-4801902244。
- 内海聡『99%の人に伝えたいこの世界を変える方法 : 〈彼ら〉を打倒せよ!』イースト・プレス、2015年6月7日。ISBN 978-4-7816-1327-7。
- 内海聡『その「油」をかえなさい！ : 今からでも、遅くない！ 「油脂」をちょっと見直すだけで、体は劇的に変わっていく！』あさ出版、2015年6月19日。ISBN 978-4-8606-3787-3。
- 内海聡『医者が教える あなたを殺す食事 生かす食事』フォレスト出版、2015年6月20日。ISBN 978-4-8945-1669-4。
- 内海聡、真弓定夫『医者だけが知っている本当の話 : 薬を使わない子育て&不必要な治療』ヒカルランド、2015年11月18日。ISBN 978-4-8647-1327-6。
- 内海聡『魂も死ぬ : 霊魂についての一考察』三五館、2015年11月20日。ISBN 978-4-8832-0653-7。
- 内海聡『トクホを買うのはやめなさい : 医者が教える実は危ない食品』竹書房、2015年11月24日。ISBN 978-4-8019-0543-6。
- 内海聡『睡眠薬中毒 : 効かなくなってもやめられない』PHP研究所、2016年3月16日。ISBN 978-4-5698-2438-3。
- 内海聡、 真弓定夫『もっと知りたい 医者だけが知っている本当の話』ヒカルランド、2016年8月22日。ISBN 978-4-8647-1404-4。
- 内海聡『「強い体」をつくる食べ方』あさ出版、2016年9月8日。ISBN 978-4-8606-3918-1。
- 内海聡『内海聡の「大ウソ医学」にだまされない極意』マキノ出版、2016年11月2日。ISBN 978-4-8376-6407-9。
- 内海聡『巨悪の正体 : あなたは、なぜカスなのか?』きこ書房、2017年3月4日。ISBN 978-4-8777-1365-2。
- 内海聡、松野雅樹、小鹿俊郎『うつみんの凄すぎるオカルト医学 : まだ誰も知らない《水素と電子》のハナシ』ヒカルランド、2017年6月20日。ISBN 978-4-8647-1489-1。
- 内海聡『医者に頼らなくてもがんは消える : 内科医の私ががんにかかったときに実践する根本療法』ユサブル、2017年7月15日。ISBN 978-4-9092-4900-5。
- 内海聡、内藤眞禮生、吉野敏明、吉川忠久『セルフチェック&セルフヒーリング : 量子波動器【メタトロン】のすべて : 未来医療はすでにここまで来た!』ヒカルランド、2017年7月26日。ISBN 978-4-8647-1497-6。
- ユースタス・マリンズ 著、内海聡監修、天童竺丸 訳『医療殺戮』ともはつよし社、2014年11月28日。ISBN 978-4990808112。
- 内海聡『ワクチン不要論』三五館シンシャ、2018年5月20日。ISBN 978-4-8945-1998-5。
- 内海聡、くらもとえいる『まんがで簡単にわかる! テレビが報じない精神科のこわい話 新・精神科は今日も、やりたい放題』ユサブル、2018年8月24日。ISBN 978-4-9092-4915-9。
- 内海聡、高条晃『まんがで簡単にわかる! 医者が教える危険な医療~新・医学不要論』ユサブル、2018年10月5日。ISBN 978-4-9092-4916-6。
- 内海聡、坂の上零『グーミンと日本病 ここは愚の果て雑魚の群れ』ヒカルランド、2019年2月12日。ISBN 978-4-8647-1658-1。
- 内海聡、木村一相『破壊の医療vs創造の医療 新しいモデルへの移行』ヒカルランド、2019年3月25日。ISBN 978-4-8647-1735-9。
- 内海聡、くらもとえいる『まんがで簡単にわかる! 日本人だけが知らない汚染食品~医者が教える食卓のこわい真実』ユサブル、2019年8月30日。ISBN 978-4-9092-4923-4。
- 内海聡『医学不要論』廣済堂出版、2018年3月28日。ISBN 978-4-3315-2152-6。
- 内海聡『がまんしない医者の食卓』フォレスト出版、2020年2月4日。
- 内海聡、くらもとえいる『まんがで簡単にわかる！薬に殺される日本人～医者が警告する効果のウソと薬害の真実』ユサブル、2020年8月27日。
- 内海聡『医者や薬に頼らず、自然治癒力を高める食べ方』三笠書房、2020年9月19日。ISBN 978-4-8379-8675-1。
- 内海聡『心の絶対法則 なぜ「思考」が病気をつくり出すのか?』ユサブル、2020年11月19日。
- 内海聡、グレッグ・ハレット＆スパイマスター『ヒトラーは英国スパイだった！下巻 巨大ビジネス”第2次世界大戦”を策謀する闇の国際権力』ヒカルランド、2021年1月。
- 内海聡『医師が教える新型コロナワクチンの正体 本当は怖くない新型コロナウイルスと本当に怖い新型コロナワクチン』ユサブル、2021年6月。
- 内海聡、玉蔵『コロナパンデミックの奥底 支配する者と支配される者の歴史を遡る！』ヒカルランド、2022年1月。
- 内海聡、くらもとえいる『まんがで簡単にわかる！毎日の食事に殺される食源病　医者が教える汚染食品から身を守る方法』ユサブル、2022年2月。
- 内海聡、ヴァーノン・コールマン『決して終わらない？ コロナパンデミック未来丸わかり大全』ヒカルランド、2022年3月。
- 内海聡『2025年日本はなくなる コロナ後にやってくる、この国のヤバすぎる真実』廣済堂出版、2023年2月。
- 内海聡、ダニエル社長『コロナと世界侵略 支配者のレベルでモノを見よ！』ヒカルランド、2023年3月。
- 内海聡『医師が教える新型コロナワクチンの正体2　テレビが報じない史上最悪の薬害といまだに打ち続ける日本人』ユサブル、2023年9月。
- 内海聡、くらもとえいる『まんがで簡単にわかる！日本人だけが気づかない危機　日本消滅　売り払われる日本と売国奴の正体』ユサブル、2023年10月。
- 内海聡『油の教科書: 油マニアの医者が教える: 病気が嫌なら油を学べ』万代宝書房、2023年12月。
- 内海聡『希望　消滅する日本で君はどう生きるか』徳間書店、2024年5月。

## 旧所属学会
※以下全て脱会
- 日本内科学会[12]
- 日本心療内科学会[12]
- 日本東洋医学会[12]
- 日本消化器病学会[12]
- 日本消化器内視鏡学会[12]